# Heinrich Brömse (Jurist)
Heinrich Brömse (* 12. Januar 1476 in Lübeck; † 25. Januar 1542 ebenda) war ein deutscher Jurist und kaiserlicher Rat.

## Leben

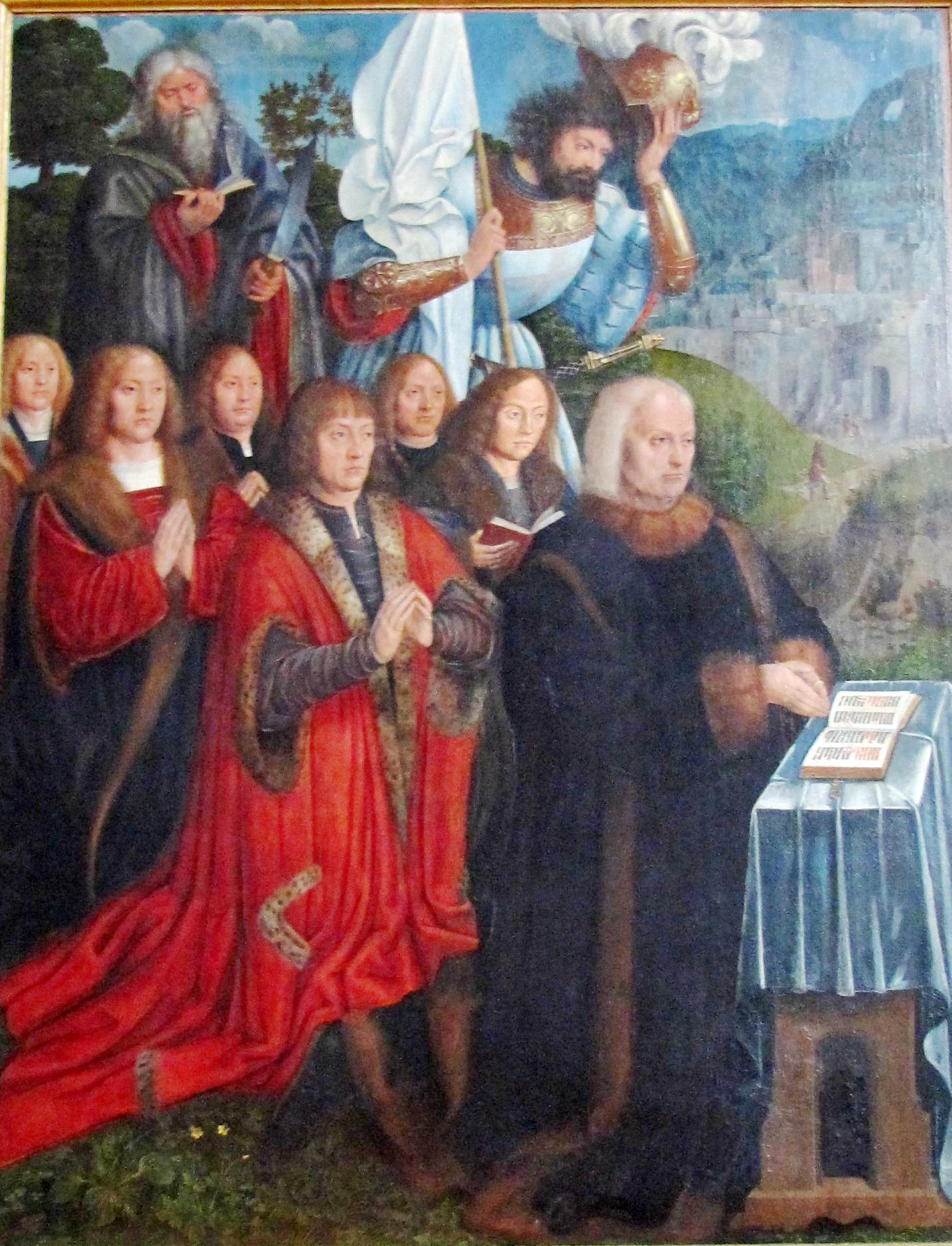
Der Lübecker Bürgermeister Heinrich Brömse und seine Söhne auf dem Brömsen-Altar in St. Jakobi in Lübeck, sein Sohn Heinrich mit dem aufgeschlagenen Buch gleich hinter ihm

Heinrich Brömse war ein Sohn des aus der Lüneburger Ratsfamilie stammenden Lübecker Bürgermeisters Heinrich Brömse. Zu seinen Geschwistern zählten der Ratsherr Dietrich Brömse, der Lübecker Bürgermeister Nikolaus Brömse und die Äbtissin Adelheid Brömse. Gemeinsam mit ihren Eltern und weiteren Geschwistern sind sie auf den Seitenflügeln des Familienaltars von 1515 in der Broemsen-Kapelle der Lübecker Jakobikirche abgebildet.
Aus dem Testament seines Vaters vom 11. November 1501 ergibt sich, dass seine Eltern ihn für den geistlichen Stand bestimmt hatten. Heinrich schlug jedoch eine Laufbahn als Jurist ein. Er studierte ab 1491 Jura an der Universität Rostock und promovierte dort 1494 zum Bakkalar. Wie sein Vater zuvor besuchte auch er anschließend die Universität Bologna, wo er 1502 zu einem der beiden Procuratoren der deutschen Nation gewählt wurde. Von 1505 bis 1507 war er Syndikus der Universität Bologna. Zu Trinitatis 1511 wurde er in die patrizische Zirkelgesellschaft aufgenommen wurde, war zu diesem Zeitpunkt also wieder in Lübeck.
Während der Unruhe im Zusammenhang mit der Einführung der Reformation verließ er 1530 Lübeck und ging an den kaiserlichen Hof. Seine heimliche Abreise führte zu Unruhen in der evangelisch gesinnten Bevölkerung, die fürchtete, er würde dort eine Verfolgung der Lutherischen durchsetzen. In den folgenden Monaten gelang den Bürgerausschüssen unter Führung von Jürgen Wullenwever, die Reformation durchzusetzen und die Zusicherung des Rats zu erhalten, diesen Beschluss auch vor dem Kaiser zu vertreten. Als promovierter Jurist trat Heinrich Brömse in kaiserliche Dienste und wurde im August 1531 gemeinsam mit seinem Bruder Nikolaus, der im April 1531 ebenfalls Lübeck verlassen hatte, von Kaiser Karl V. zum Kaiserlichen Rat ernannt und 1532 zum Ritter geschlagen. Als 1533 ein Großteil des Rats mit Mitgliedern der Ausschüsse besetzt wurde und einige alten Ratsherren ins Exil gingen, hielt er mit seinem Bruder zum Alten Rat und zur katholischen Partei. Durch Vermittlung des Hamburger Rats, dem auch Wullenwevers Bruder Joachim angehörte, kam es im März 1534 unter Mitwirkung kaiserlicher Gesandter und Abgeordneter anderer Hansestädte zu Friedensverhandlungen zwischen Lübeck und den Niederlanden in Hamburg. Als Heinrich Brömse in diesen Verhandlungen im Namen des Kaisers die Wiederherstellung der alten Ordnung in Lübeck forderte, verließ Wullenwever vorzeitig die Versammlung. Doch führte der Misserfolg in der Grafenfehde zu einer Wende in der Lübecker Politik, was den Brüdern Brömse 1535 die Rückkehr ermöglichte.
Heinrich Brömse wurde gemeinsam mit seiner bereits 1527 verstorbenen Frau Gertrud geb. von Lente im Lübecker Dom bestattet, wo seine Grabplatte in der Kapelle der Familie von Brömbsen erhalten ist. Das ihm im Dom gesetzte Wappenepitaph ist nicht erhalten und wurde 1742 zuletzt erwähnt; es gab sein Alter mit 67 Jahren und 17 Tagen an.